# 塞外奇侠传
《塞外奇侠传》是新派武侠小说家梁羽生的一部长篇小说，小说共二十八回，是《白髮魔女傳》的續集。

## 出版
《塞外奇侠传》写于1956年8月至1957年2月，创作时期几乎和《七剑下天山》同时。在《塞外奇侠传》中的人物也大多出现在《七剑下天山》。

## 重要人物
武林三大宗師晦明禪師、卓一航、白髮魔女（練霓裳）是《白髮魔女傳》中的人物，他們隱居在新疆天山授徒。在《七劍下天山》的正式故事開始前有「天山五劍」之說：
1.  楊雲驄：晦明禪師的大弟子，天山派，幫助哈薩克人抗擊清軍 
2.  飛紅巾：白髮魔女的大弟子 
3.  楚昭南：晦明禪師的二弟子，天山派，投靠吳三桂和康熙帝，大內高手 
4.  辛龍子：卓一航的弟子，武當派，哈薩克族，正邪之間的人物 
5.  凌未風（梁穆郎）：晦明禪師的三弟子，天山劍派，《七劍下天山》的主角 

## 故事簡介
故事講述天山晦明禪師大弟子楊雲驄在新疆對抗入侵的清兵，和部落女領袖「飛紅巾」哈瑪雅、滿族將軍納蘭秀吉的女兒納蘭明慧之間的情感瓜葛。

## 小說目錄
- 第一回　師兄弟沙漠奇逢
- 第二回　劫後忽逢奇女子
- 第三回　仇人的女兒
- 第四回　女俠飛紅巾
- 第五回　古堡夜戰
- 第六回　女俠與叛徒
- 第七回　歌手的死亡旅程
- 第八回　草原夜祭
- 第九回　比武定盟
- 第十回　內心的驕傲
- 第十一回　幽谷戰雙凶
- 第十二回　黑泉水之謎
- 第十三回　愛恨難分還孽債
- 第十四回　草原心盟
- 第十五回　惡毒的誣衊
- 第十六回　多鐸說親
- 第十七回　生離死別
- 第十八回　麥蓋提和曼鈴娜
- 第十九回　猜疑
- 第二十回　活捉楚昭南
- 第二十一回　不速之客
- 第二十二回　負氣出奔
- 第二十三回　孕育着新的生命
- 第二十四回　一個女孩子的誕生
- 第二十五回　天龍劍陣
- 第二十六回　獨臂丐俠
- 第二十七回　白髮魔女
- 第二十八回　杭州大婚